# ホンジュラス

ホンジュラス共和国
República de Honduras

国の標語：Libre, Soberana, Independiente
（スペイン語: 自由、主権、独立）
国歌：Himno Nacional de Honduras（スペイン語）
ホンジュラスの国歌

注1：憲法第5条では「テグシガルパとコマヤグエラが共同でホンジュラスの首都を構成する」と定めている。また第295条では「両自治体は合併し中央地区を形成する」としている。しかしテグシガルパ地区にすべての政府機関が所在していることから、一般的にテグシガルパが首都として認知されている。

ホンジュラス共和国（ホンジュラスきょうわこく、スペイン語: República de Honduras）、通称ホンジュラスは、中央アメリカ中部にある共和制国家。西はグアテマラ、南西はエルサルバドル、南東はニカラグアと接しており、北と東はカリブ海、南はフォンセカ湾を経て太平洋に面している。
国境は、グアテマラとは1933年にアメリカ合衆国の仲裁により、エルサルバドルとは1992年、ニカラグアとは2007年の国際司法裁判所の裁定により確定した。
大陸部のほかに、カリブ海岸にスワン諸島、バイーア諸島を領有している。首都はテグシガルパ。

## 国名
正式名称はスペイン語で República de Honduras。通称、Honduras（[onˈduɾas] ( 音声ファイル)、オンドゥラス）。1862年に正式に国名として決められた。
公式の英語表記は Republic of Honduras。通称、Honduras [hɒnˈdjʊərəs] ( 音声ファイル)。
日本語の表記はホンジュラス共和国。通称、ホンジュラス。
「ホンジュラス」は英語読みであり、スペイン語では「オンドゥラス」と発音する。この名の由来は、クリストーバル・コロン（クリストファー・コロンブス）が1502年にこの地に上陸しようとして船の碇を降ろしたが、海底まで届かなかったため、この地を「オンドゥラ（hondura、スペイン語で「深さ」「深み」を意味する名詞）」と名付けたことによるという説がもっとも有名で一般的であるが、そのほかにも北西部の海岸に多くのヒカロの木が沈んでいたためなどの説がある。

## 歴史

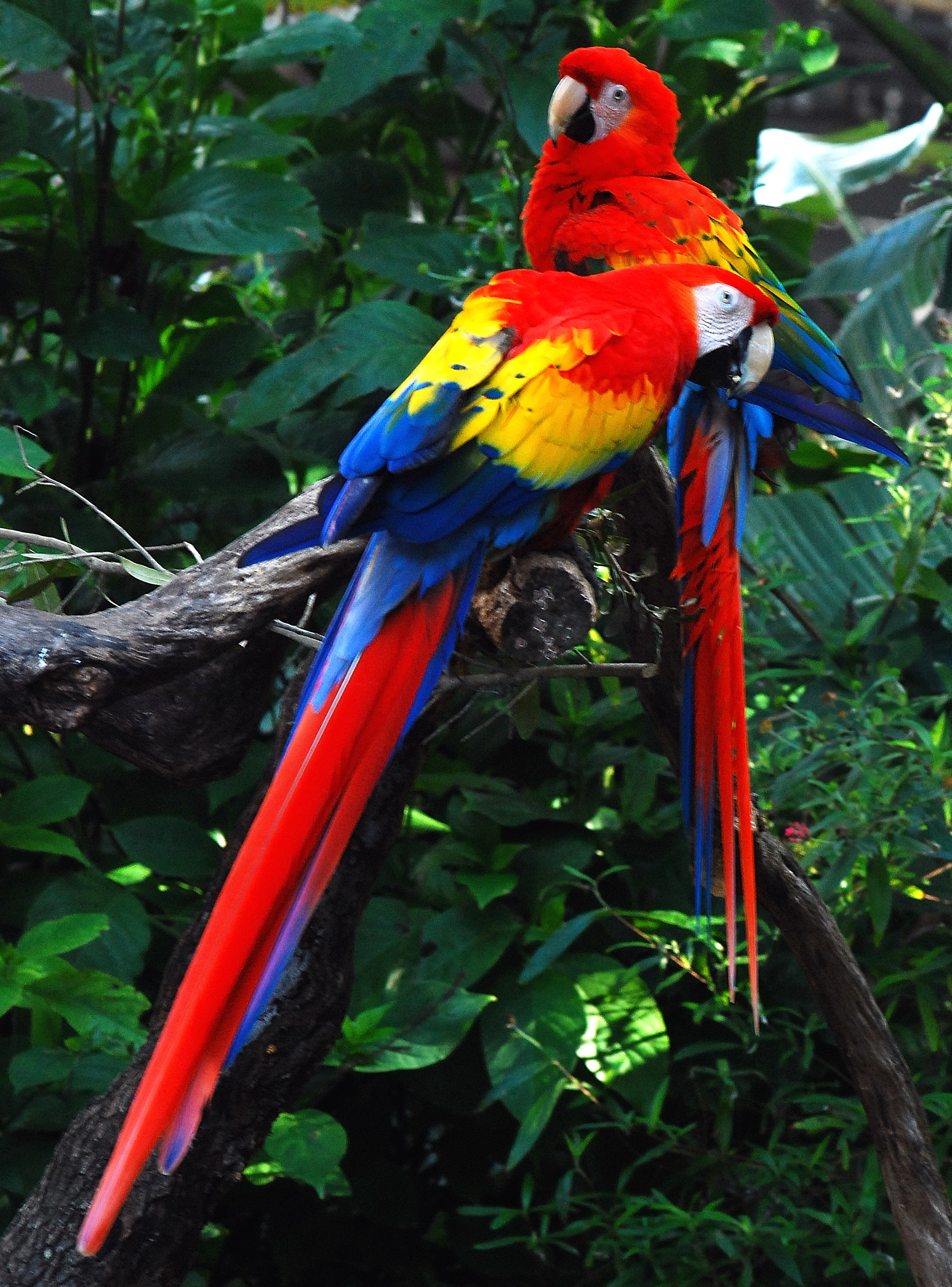
国鳥コンゴウインコ

### 先コロンブス期
考古学の調査から、国内数か所で紀元前1万年前から同3000年にさかのぼるパレオ・インディアン期から古期の居住痕跡が散発的に報告されている。しかし、人間居住に関する確実な考古学的証拠は定住村落が国内各地で成立するようになってからである。紀元前1600年ごろのスラ平原ウルア川河口域近くに存在したプエルト・エスコンディドは、国内最古級の定住遺跡である。先古典期段階ではオルメカ文明の影響力が強く、たとえば、北東部コロン県にあるクヤメル洞窟がオルメカ文明に並行する紀元前1200年から同400年ごろに埋葬がなされ、オルメカ様式の長頸壺や「炎の眉」を持つ蛇を刻んだ鉢などが確認されている。先古典期中期（紀元前1100年から前400年ごろ）に起源をもつナコは、ホンジュラス湾に注ぐウルア川の支流のチャメレンコ川中流域のナコ河谷にあって、長距離交易によって栄えた都市である。このナコ河谷流域の特産物は、カカオ・ケツァル鳥の羽・銅の鉱床・金などであり、支配者たちを政治・経済的に支える必要な土地となっていた。

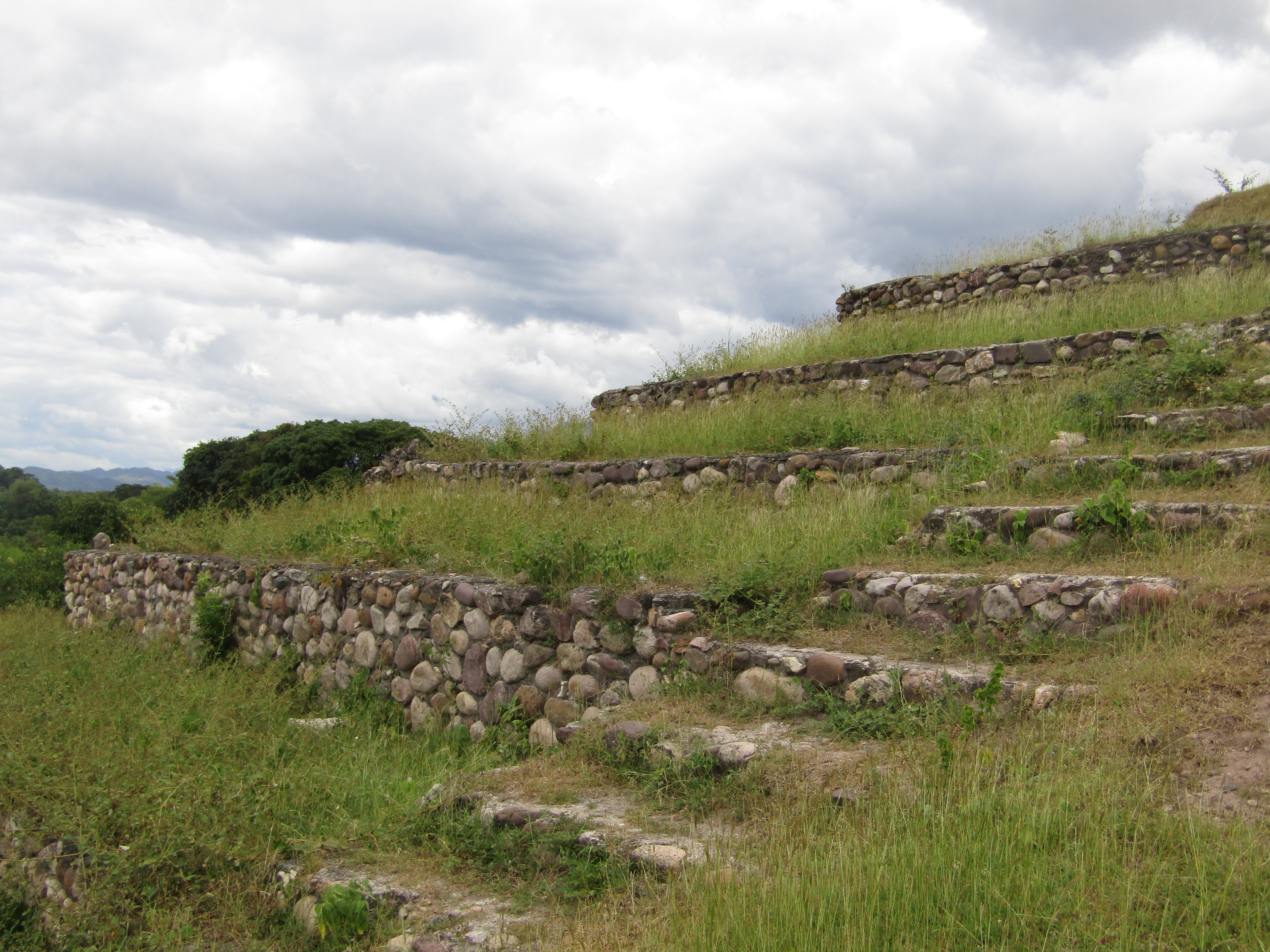
ヤルメラの遺跡にあるレンカのピラミッド。

やや時代が下り、前800年ごろに国土の西端にあるモタグァ川流域のコパンでもグループ9N-8などでやはり同様の遺物が確認されている。先古典期中期から終末にかけて、コパンより東方のヨホア湖北岸にあるロス・ナランホス、ホンジュラス中央部ラパス県に位置するヤルメラが建設された。後者は30ヘクタールもの規模を持つ大センターで、現在のところ、15基の建造物が確認されている。そのうち、建造物101号は、南北70メートル、東西110メートル、高さ20メートルに達する壮大なピラミッドであった。一方、ロス・ナランホスでは高さ19メートルに達するピラミッドが築かれ、周囲には、幅20メートル、深さ7メートルで、全長2キロを超える堀や防壁がめぐらされた。

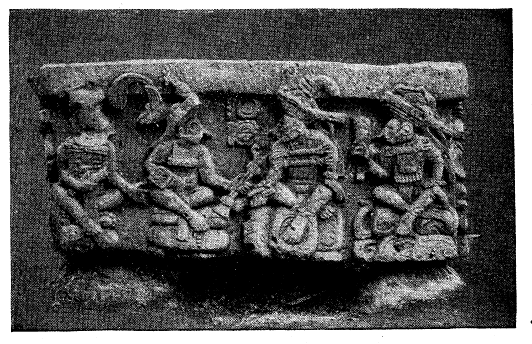
祭壇Q。左から2番目に初代キニチ・ヤシュ・クック・モー、それに向かい合っているのが16代のヤシュ・パサフである。

古典期に入ると、モタグァ川流域のコパンで、426年にテオティワカンの影響を強く受けた人物キニチ・ヤシュ・クック・モーが新王朝を興した。コパンの全盛は第12代の「煙イミシュ」（位628年 - 695年）と13代の「18ウサギ」ないしワシャクラフン・ウバフ・カウィール（位695年 - 738年）のときで、神殿20、21、22と新しい球戯場を築くとともに、モタグア川上流、現グアテマラ領東端のキリグアに「カウアク空」ないしカック・ティリウを擁立し、その勢威を誇った。しかし、738年に当のカック・ティリウのために殺害され、以後、コパンは衰退することになる。
しかし、15代の「煙貝」もしくはカック・イピヤフ・チャン・カウィール（位749年 - 761年？）の築いた「神聖文字の階段」と呼ばれる神殿26号が753年に完成し、16代のヤシュ・パサフ（位763年 - 810年？）が776年に16代にわたる王の肖像を刻んだ祭壇Qを刻んだことが特記される。コパンが没落すると、衛星都市が紋章文字をもつようになって一時的に繁栄するが、古典期の終末までには放棄されていく。

### スペイン植民地時代

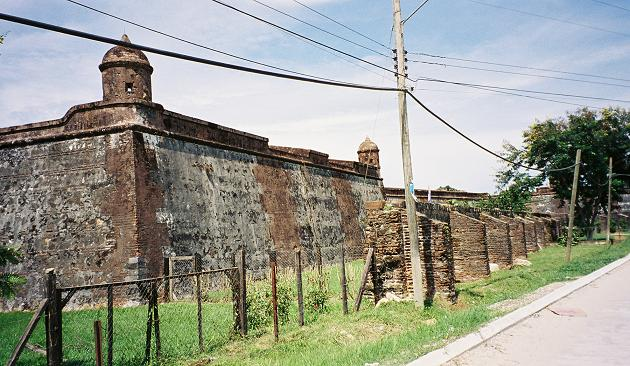
海賊からの防衛のためにスペイン人によって建設された要塞

1502年にはヨーロッパ人として初めてコロンブスが4度目の航海で到来した。1519年にスペイン人エルナン・コルテスがアメリカ大陸に上陸。1521年のアステカ帝国征服の余勢を駆ってこの地も征服した。
スペイン人がインディヘナを武力で服従させると、グアテマラ総督領として支配を行った。この地から豊富な金や銀などが産出するとスペイン人の植民が進んだ。インディヘナの中でもっとも大きな反スペイン運動となったのは、レンピーラというカシーケ（酋長）が1537年に起こしたものだったが、この反乱が鎮圧されると以降植民地化が進み、ホンジュラスもグアテマラ総督領の一部に組み入れられた。1570年代にテグシガルパ周辺で銀山が発見されたが、このブームはすぐに終焉した。

### 解放と独立

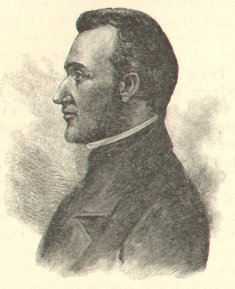
中米連邦の擁護者、フランシスコ・モラサン将軍

19世紀前半にはインディアス植民地各地のクリオージョ達の間で独立の気運が高まった。1789年のフランス革命以来のヨーロッパの政治的混乱の中、ナポレオン戦争により1808年からスペイン本国で、フランス皇帝ナポレオン・ボナパルトがブルボン朝のフェルナンド7世を退位させ、兄のジョゼフをスペイン王ホセ1世に据えると、それに反発する暴動が起き、スペイン独立戦争が勃発した。インディアス植民地は偽王への忠誠を拒否した。1811年から独立闘争が本格化し、1820年のスペイン本国で自由主義者によるリエゴ革命が起きた翌1821年9月15日にグアテマラ総督領が独立すると、同年独立したアグスティン・デ・イトゥルビデ皇帝の第一次メキシコ帝国と合併した。

### 中央アメリカ連邦共和国（1823年-1839年）
1823年には中央アメリカ連邦共和国に加盟した。ホンジュラス出身のフランシスコ・モラサン将軍は自由主義のエルサルバドル派として、連邦維持を目的に、ラファエル・カレーラ将軍の率いる保守主義のグアテマラ派との戦いを続けたが、1838年に中央アメリカ連邦共和国が瓦解すると「ホンジュラス共和国」として独立した。現在もモラサン将軍はホンジュラスで紙幣に描かれるなど、英雄視されている。

### ニカラグア国民戦争以降
20世紀に入るまで、周辺諸国と国境紛争が頻発した。
1855年、ニカラグアでアメリカ合衆国南部人の海賊ウィリアム・ウォーカーが大統領になる事件があり、中米諸国は団結してウォーカーを排除することに決めた。この国民戦争でウォーカーは敗北したが、その後ウォーカーは再び中米の主人となるためにこの国に上陸し、イギリス海軍に捕らえられ、トルヒージョで処刑された。
1870年代からコスタリカを筆頭に中米各国でコーヒー・プランテーションが発達するが、ニカラグアとホンジュラスでは人口が少なく、労働力が足りなかったためにコーヒーは根付かなかった。
独立後のラテンアメリカ諸国はどこも自由党と保守党の争いが続いたが、マルコ・アウレリオ・ソト大統領は1880年に自由主義憲法を制定し、直接選挙の実施が保証された。また、ポリカルボ・ポニージャ大統領が1894年に制定した憲法では中米諸国との連合の可能性が条文内に規定された。

### 中央アメリカ大共和国（1896年-1898年）
1893年にニカラグア大統領となったホセ・サントス・セラヤの中米大共和国構想により、ホンジュラスはエルサルバドルとともにニカラグアと連合するが、グアテマラの干渉によってこの構想は水泡に帰した。
そのためホンジュラスでは代わりにマイナー・キースによってバナナ・プランテーションが形成され、最初に「バナナ共和国」と呼ばれる国になった。キースは1899年にアンドリュー・ブレストンのボストン・フルーツ・カンパニーと自分の事業を合同してユナイテッド・フルーツ社を立ち上げ、中米全体に君臨することになる。

### 連合解消以降

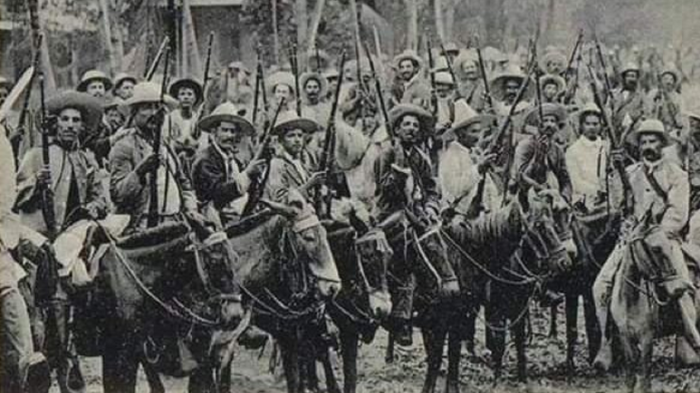
1907 年の戦争中の反乱軍の騎兵隊

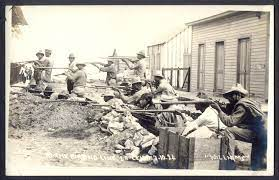
第二次ホンジュラス内戦中のバッタラ・デ・ラ・セイバ

1907年にニカラグアのセラヤ大統領はホンジュラスに侵攻し、全土を支配するが、セラヤのニカラグア拡大を恐れたアメリカ合衆国の仲介により、ホンジュラス大統領にミゲル・ダビラが就任することで妥協がなされ、その後、この事件を処理するために中米司法裁判所が設置された。1911年にマヌエル・ボニージャが反乱を起こすとダビラは失脚し、翌1912年にボニージャが大統領に返り咲いた。翌1913年にボニージャが死去すると、フランシスコ・ベルトランドが大統領に就任し、1919年まで安定する。しかし、1919年に内戦が勃発し、ホンジュラスの内政は混乱に陥ったため、アメリカ合衆国がバナナ権益を保護するために内政干渉に乗り出すことになる。

1920年代にホンジュラスは世界のバナナ市場の約3分の1を供給していたが、1928年末、バナナ労働者虐殺事件が起こると、ユナイテッド・フルーツ社で働くバナナ労働者による労働争議が次第に活発になっていった。1929年10月24日の世界恐慌でバナナ産業が大打撃を受けた。この混乱を沈めるために1933年にティブルシオ・カリアス・アンディーノ将軍がクーデターを起こして軍事独裁が始まり、アメリカ合衆国のバナナ会社との強い関係を背景に強権統治を行ったため、この独裁政権は17年間続いた。

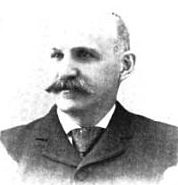
アンドリュー・ブレストン

日本とは、1935年に堀義貴初代駐ホンジュラス日本公使が着任し、正式に外交関係が成立した。
第二次世界大戦後の政情は不安定で、軍事政権が相次いで成立した。また、アメリカ合衆国の石油会社がニカラグア国境付近で油田を発見したことがきっかけとなり、1957年5月、ソモサ王朝体制のニカラグアと国境紛争を行っている。ホンジュラス東部が戦場となったこの紛争は、7月21日に問題を国際司法裁判所に提訴することにより、解決が図られた。
1960年に中米共同市場が結成されたが、ホンジュラスは工業国エルサルバドルの製品の市場としてしか扱われず、このことはホンジュラス人の不満を高めた。さらに1960年代末の時点で30万人ものサルバドル人がホンジュラスで不法移民として農業を行っていたが、ホンジュラス政府が農地改革を行うと、この不法農業移民の問題が両国の軋轢をより大きなものにし、1969年にはエルサルバドルと、いわゆる「サッカー戦争」が起きることになった。

### サッカー戦争以降
サッカー戦争後、1971年にホンジュラスはエルサルバドル製品ボイコットのために中米共同市場を脱退した。
1974年9月19日、大型ハリケーン「フィフィ」が北部を直撃。チョロマでは深夜に堤防が決壊して死者4000人以上の被害を出した。またサン・ペドロ・スーラは一時的に孤立した。全国の死者数は7000人から8000人に達したと見られている。
1979年のニカラグア革命後、ホンジュラスはニカラグアのサンディニスタ政権に対するコントラのもっとも有力な基地となり、アメリカ陸軍、アメリカ空軍、イスラエル国防軍、アルゼンチン陸軍など多くの反共国家の軍隊がホンジュラスに駐留した。
1981年には民政移管に成功し、選挙の結果自由党政権が成立したが、その後もコントラの基地としての立場に変わりはなかった。続いて1985年にアスコナ・オヨ政権が成立するとアメリカに接近し、軍事経済関係が強化された。1993年にはレイナ政権が成立した。
1982年、政府は、共和国憲法第6条に基づき、公用語をスペイン語とし、スペイン語による学習指導の機会を増やしている。また、先住民言語を文化遺産の一部と評価・保護し、2言語教育を奨励し始めた。このような背景のもとにエスニック集団（ガリフナ、イスレーニュ（島嶼民）、ミスキート、タワカ、ベチ、トルパンなど）は、各自の言語保護運動を開始した。一方で、レンカやチョルティのようにその言語を失っている集団もある。先住民運動は、この数年のうちに各地の住民による組織団体が生まれている。その運動は土地問題と関わりが深く、政治的紛争の火種になっている。

### 2020年代
2020年代に入るとマラス (ギャング)の活動が活発になり治安が悪化。みかじめ料の徴集や抵抗する市民の殺害が相次いだ。ホンジュラス政府は2022年12月より、指定した都市において憲法で保障される集会の自由、結社の自由、居住・移転の自由、身体の自由、住居の不可侵等の権利を制限する措置を発動、検挙活動を強化した。

## 政治

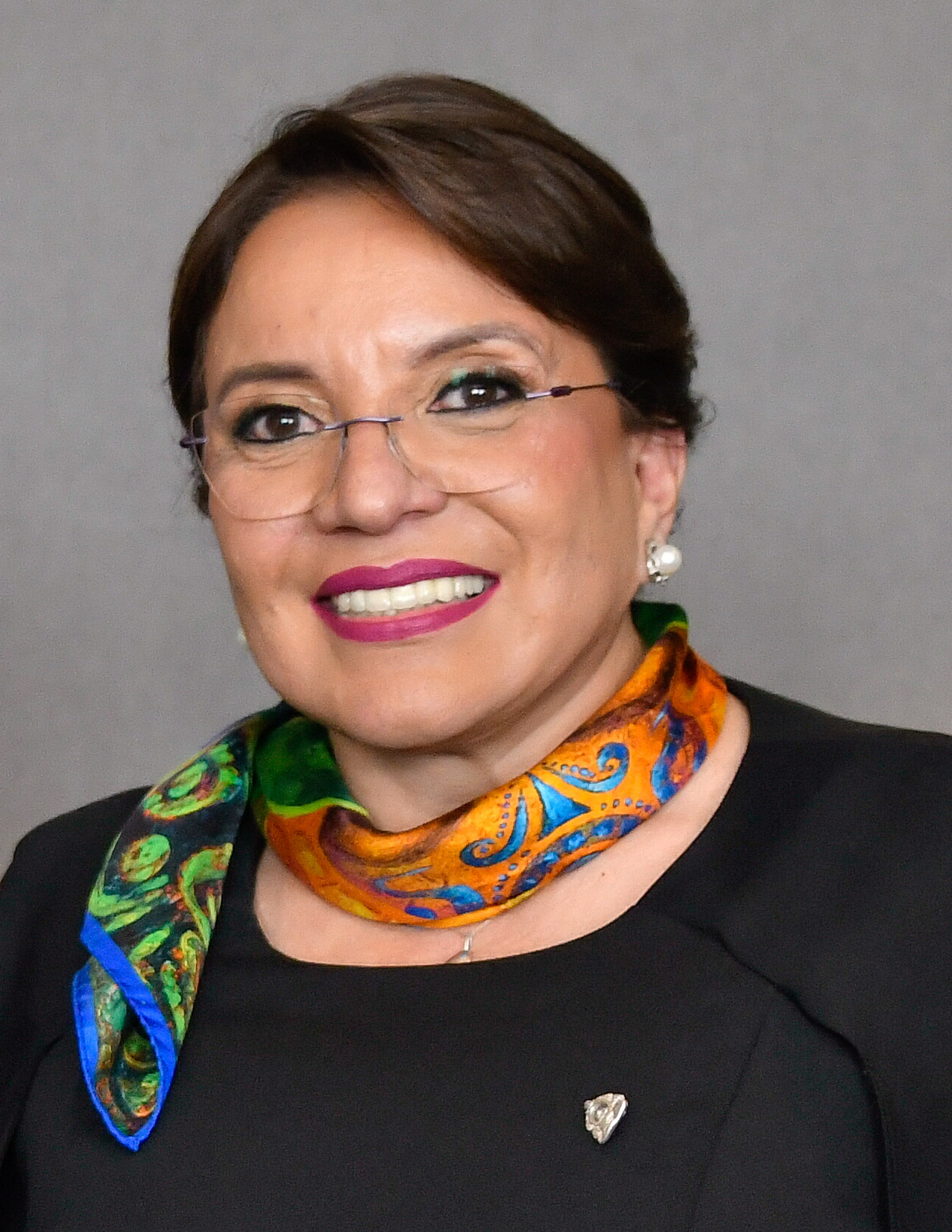
ホンジュラスの現大統領、シオマラ・カストロ氏

大統領を元首とする共和制国家であり、行政権は大統領に属する。大統領の任期は4年で、再選は禁止されていたが、2015年4月に憲法の再選禁止規定が無効との最高裁判決が出され、再選の道が開かれた。立法権は一院制の国民議会に属し、議員定数は128人である。司法権は最高裁判所に属している。現行憲法は1982年憲法である。
自由党と国民党の二大政党制が20世紀初頭から続いており、長い軍事政権の歴史もあるものの、基本的に現在もこの構図は変わっていない。保守的な国民性とされ、コスタリカほどではないものの、中米では比較的安定しており、1970年代から1980年代にかけて中米紛争の最中のエルサルバドルやグアテマラ、ニカラグアのような、悲惨な内戦が起こることはなかった。

### 2009年軍事クーデター

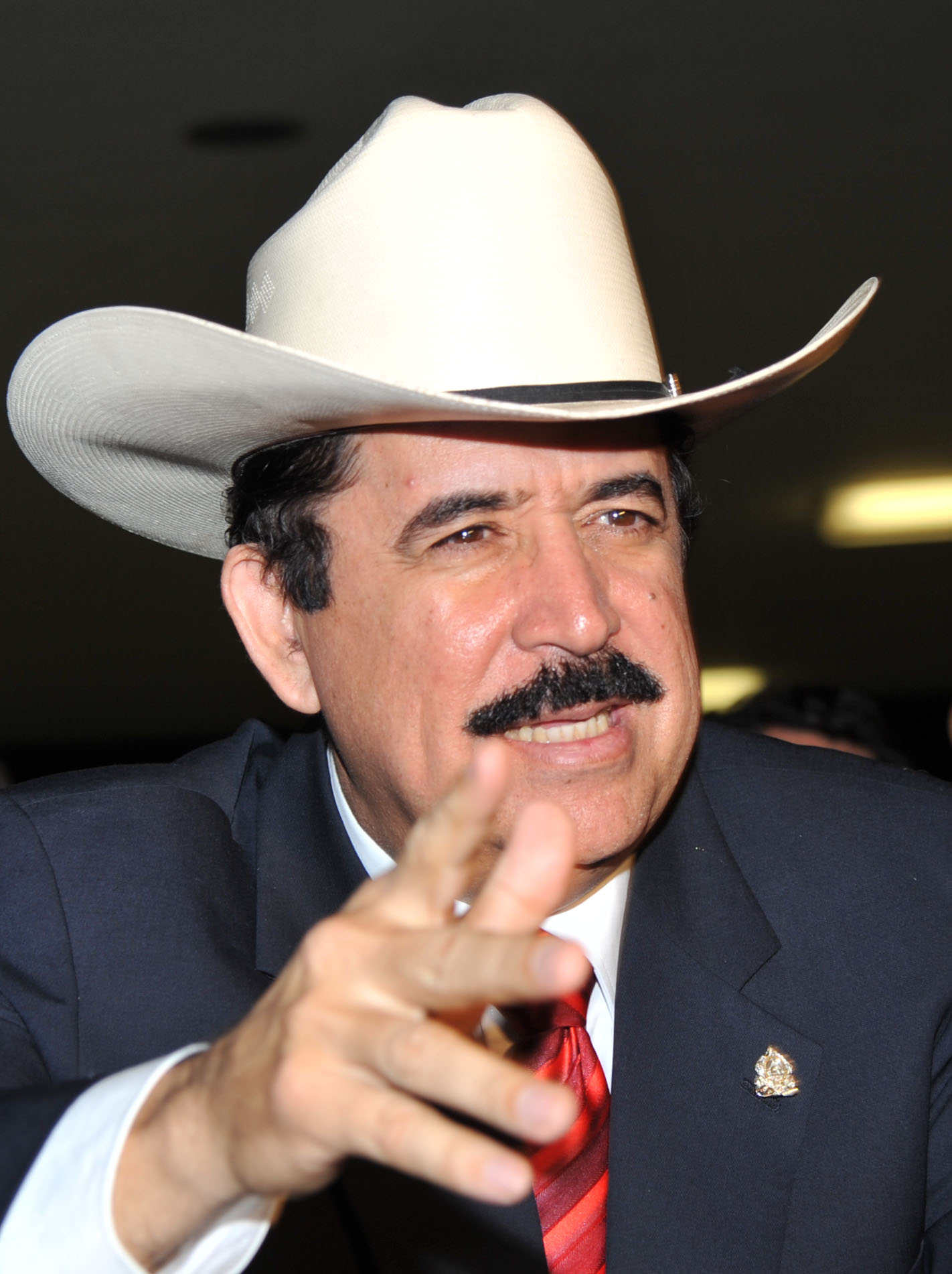
マヌエル・セラヤ

中道左派の大統領ホセ・マヌエル・セラヤは政権延長・終身大統領を狙って、憲法改正のための国民投票を6月28日に実施する予定だった。これに対して国会と最高裁判所は国民投票を違憲だとして大統領と対立した。6月24日には、ロメオ・バスケス統合参謀本部議長を更迭し、エドガルド・メヒア将軍を後任とした大統領令を出すが、翌25日にこれに抗議してアンヘル・エドムンド・オレジャナ国防大臣も辞表を提出。数時間後に更迭は無効と最高裁判所からの宣告がなされ、対立が高まった。そして、国民投票が実施される当日、投票が始まる1時間前になって、最高裁判所が出した大統領逮捕令にしたがって軍部がクーデターを起こし、セラヤは大統領官邸で拘束のうえコスタリカへ移送され、ニカラグアに事実上亡命した。尚大統領夫人は、移送されず国内に留まっている。
28日午後、セラヤと同じ自由党に所属するロベルト・ミチェレッティ国会議長が暫定大統領に就任した。
7月5日、セラヤはミゲル・デスコト国連総会議長（元ニカラグア外務大臣）を伴い、ベネズエラより飛行機による帰国を試みるも、テグシガルパ国際空港は軍により閉鎖されており帰国は阻止された。しかし9月21日にセラヤは強行帰国に成功し、首都テグシガルパのブラジル大使館内に留まった。
国会、裁判所を含むクーデター派は、セラヤが左傾化を進めていることに反対してきた富裕層などの支持を得ているとされた。
11月29日に行われた大統領選挙の結果、国民党から立候補したポルフィリオ・ロボ・ソサが当選を確実にした。しかし、選挙はクーデターで国外追放されたセラヤ大統領を復帰させないまま強行されたため、中南米諸国の大半（ブラジル・アルゼンチン・ボリビア・エクアドル・ベネズエラ・ウルグアイ・エルサルバドル・チリなど）は選挙結果を認めず、セラヤの大統領復帰を求める立場を表明した。さらに12月3日、ラテンアメリカ議会はホンジュラス国会を資格停止にすることを決めた。また、中南米ばかりでなく国際社会も選挙の正当性を疑問視している。12月9日、セラヤがメキシコに出国することが明らかになった。しかし、暫定政権のカルロス・ロペス外相が国内テレビで出国を認めないと語った。メキシコ外務省は、暫定政権の外務省から出国許可を取りつけ、セラヤとその家族を賓客として招待するとしていた。12月10日、セラヤは暫定政権から辞任を条件に出国することを求められ、それを拒否、出国は停止された。セラヤ受け入れを表明していたメキシコ政府はホンジュラスの政治危機の解決に協力することを表明し、ブラジル政府は暫定政権を厳しく批判した。
一方、北米・中南米35か国の内、米国・ペルー・パナマ・コロンビア・コスタリカの5か国は選挙結果の承認へ傾いているといわれていた（中南米の4か国はいずれも親米）。
またミチェレッティはセラヤが2008年8月に加盟した米州ボリバル代替統合構想脱退を提案。同盟維持を主張する「クーデター反対抵抗戦線」と、ミチェレッティを支持する富裕層の間で対立が起きた。最終的に脱退は14日、国会で承認された。
2010年1月27日、クーデターで成立した政権下の昨年11月の大統領選挙で当選したロボ大統領の就任式が行われた。就任演説で同大統領は、クーデターによって引き起こされた不正常な状態からの脱出を宣言し、国際社会との関係修復に取り組む決意を表明した。しかし、就任式に国家元首が参加したのはドミニカ共和国とパナマのみであり、中南米諸国の多くは就任式に代表を送らなかった。同大統領は就任式直後、ブラジル大使館に避難していたセラヤの出国を許可した。セラヤはドミニカ共和国のフェルナンデス大統領と同国へ出国した。

### 2013年以降
2013年の選挙では、国民党のフアン・オルランド・エルナンデスが出馬し当選。2017年の大統領選挙にも出馬し再選を果たしたが、投票後に不正を訴える民衆がデモを行い、一時は非常事態宣言もされる混乱も生じた。

## 国際関係
かつてホンジュラスは中華民国（台湾）を承認している数少ない国家であったが、2022年に大統領に就任したシオマラ・カストロは翌2023年3月14日、台湾と断交して中華人民共和国との国交樹立を目指す方針を打ち出し、これに反発した台湾外交部が駐ホンジュラス大使張俊菲の召還を発表した、同月25日にホンジュラスは台湾との断交を発表。翌26日に北京でホンジュラス外相のエドゥアルド・エンリケ・レイナ・ガルシアが中華人民共和国外相の秦剛とともに国交樹立に関する文書に調印、これをもって中華人民共和国との国交樹立となった。

## 軍事
ホンジュラス軍は兵員1万2000人ほど。徴兵制は廃止され、1995年から志願兵制が導入された。1999年、ホンジュラス軍は治安回復のために投入された。
ロボ政権は2010年4月、東部のカリブ海岸カラタカスに、アメリカの支援を受け海軍基地を新設した。また、カナウアティ外相は7月14日、カリブ海上のラバイヤ諸島グアナハに新基地を建設すると発表した。

## 経済
IMFによると、2013年のホンジュラスのGDPは約185億ドルであり、日本の鳥取県とほぼ同じ経済規模である。同年の1人あたりのGDPは2,283ドルである。
ホンジュラスは歴史的にニカラグアと並んで中央アメリカでもっとも貧しい国であり、西半球で10番以内に貧しい国である。また、世界銀行および国際通貨基金（IMF）によって「重債務貧困国（HIPC）」に指定されている。GDP成長は非常に緩やかであり、国民の半数以上が貧困線以下の生活を強いられていると推測され、失業者数は実に120万人近いと見積もられている。それゆえJICAなどによる経済支援が行われている。

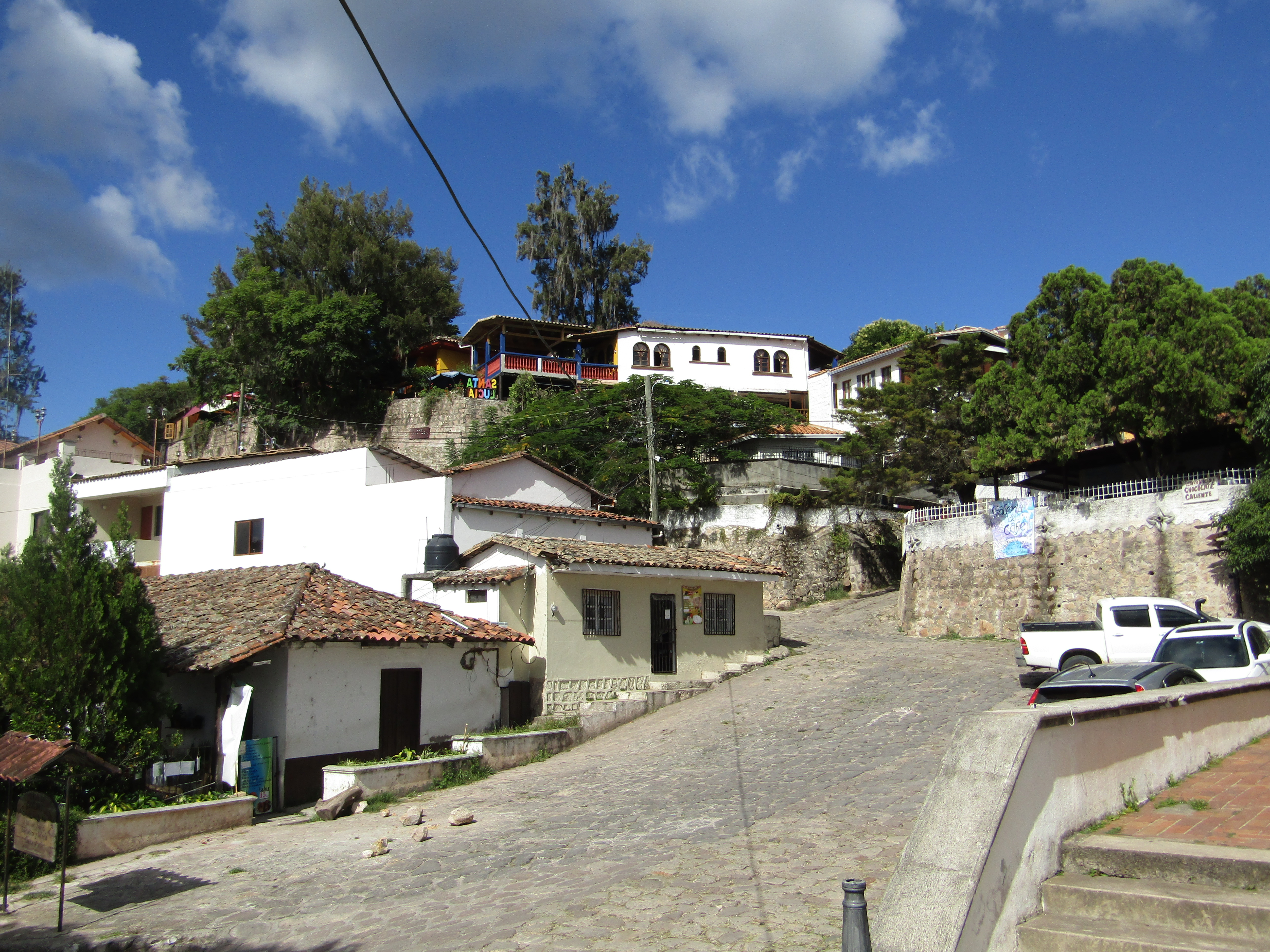
スペインの建築を今なお保存している町は、観光の経済的源である

この国の経済は、アメリカ合衆国資本（具体的にはユナイテッド・フルーツとスタンダード・フルーツ）がカリブ海岸熱帯低地で始めたバナナプランテーション産業に依存してきた。そのため、バナナ共和国と世界で最初に呼ばれた国家であり、現在もそう呼ばれる。
また、バナナは多くの労働力を必要としたためサルバドル人の農業移民を引き寄せ、これがサッカー戦争の一因ともなった。ホンジュラス最大の産業都市、サン・ペドロ・スーラの発展はバナナの発展によるといっても過言ではない。

## 地方行政区分

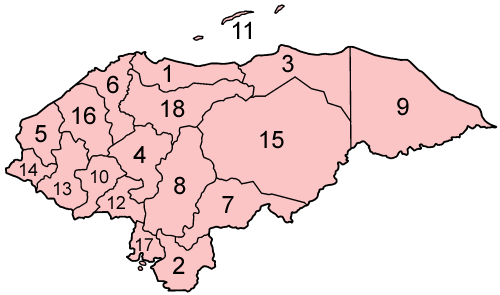
ホンジュラスの県

ホンジュラスの地方行政は、18の県（departamentos）と、その下の298の市町村からなる。右側の数字はアルファベット順に並べている。
1. アトランティダ（Atlántida）
2. チョルテカ（Choluteca）
3. コロン（Colón）
4. コマヤグア（Comayagua）
5. コパン（Copán）
6. コルテス（Cortés）
7. エル・パライソ（El Paraíso）
8. フランシスコ・モラサン（Francisco Morazán）
9. グラシアス・ア・ディオス（Gracias a Dios）
10. インティブカ（Intibucá）
11. イスラス・デ・ラ・バイア（Islas de la Bahía）
12. ラ・パス（La Paz）
13. レンピーラ（Lempira）
14. オコテペケ（Ocotepeque）
15. オランチョ（Olancho）
16. サンタ・バルバラ（Santa Bárbara）
17. バジェ（Valle）
18. ヨロ（Yoro）

1957年に現在の18県となった。ホンジュラス人地理学者ノエ・ビネダ・ポルテージョは、自然地理的条件に人文的要素を加味して、以下のように18県を6地方に分けている。
1. 中東部（エル・パライソ、フランシス・モラサン、オランチョ県） … 国土中央部の山地と山間部の盆地と首都を含む行政の中心区域。植民地時代に鉱山と牧畜開発が進められる。今日も農牧林業が盛んである[30]。
2. 南部（チョルテカ、パジェ県） … 中央山地南麓に広がる平野部。植民地時代には鉱山と牧畜開発が行われ、アグロインダストリーと輸出用メロンの生産を行っている。また、パン・アメリカン・ハイウェーが通り、太平洋岸の輸出港サン・ロレンソンを有する[30]。
3. 中西部（コマヤグア、インティプカ、ラ・パス県） … コマヤグア平野と山岳地帯。平野部でセメント工業、食品工業が発達し、山岳地域でコーヒー豆、高原野菜・果樹を生産している[30]。
4. 西部（コパン、レンビラ、オコテペケ県） … 全体に山地が広がる。トウモロコシ、コーヒー豆、タバコの生産と谷底平野では牧畜が営まれ、アグロインダストリーが行われている[30]。
5. 北西部（コルテス、サンタ・バルバラ、ヨロ県） … 山地と河川の働きによって形成された堆積平野とがカリブ海まで広がる。バナナ、柑橘類、サトウキビ、牧畜など多様な農業が展開している。このほか金属、科学、セメント工業なども発達している。サン・ペドロ・スラは空港、幹線道路、鉄道の交差点であり、外港プエルト・コルテスは大西洋の主要港となっている[30]。
6. 北東部（アトランティダ、コロン、グラシアス・ア・ディオス、イスラス・デ・バイーア県） … カリブ海岸に卓越する堆積平野と島嶼部。人口密度が低く、バナナ、アブラヤシなどのプランテーション農業が盛んで、観光開発が進行[31]。

### 主要都市
主要な都市にはテグシガルパ（首都）、サン・ペドロ・スーラがある。

## 地理

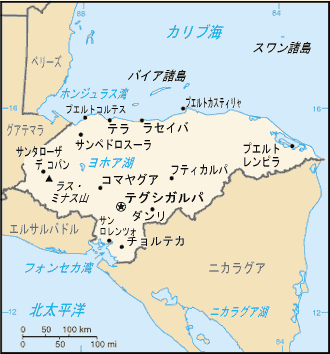
ホンジュラスの地理

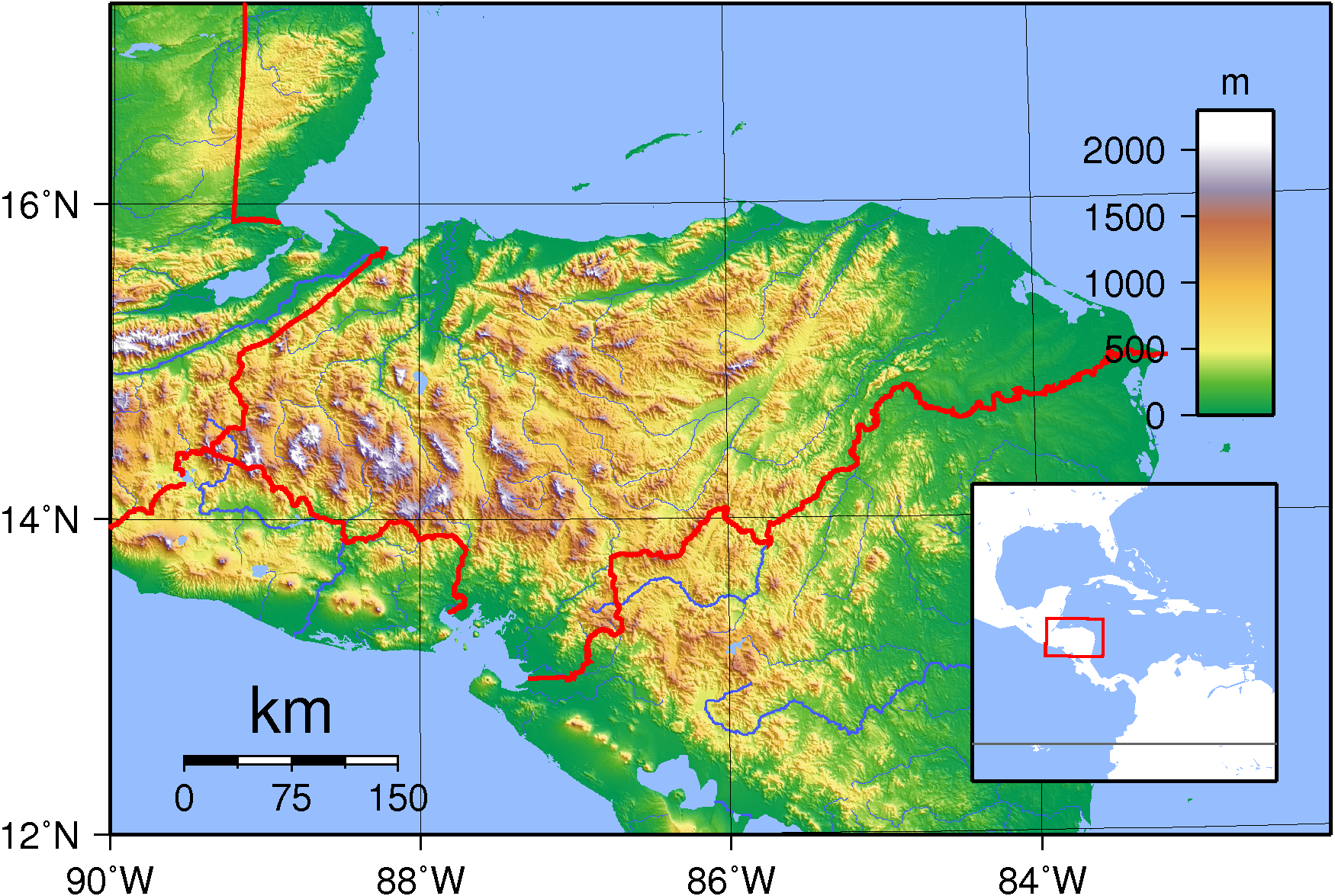
ホンジュラスの標高図

基本的に熱帯であり、大雑把に言えば、ホンジュラスの国土は、南には太平洋に沿って北西から南東に向かって走る山岳地帯が、そして北のカリブ海側には平地が広がっている。南の山岳地帯では年間に雨季（6月から11月まで）と乾季（12月から5月まで）があり、標高が上がれば気温は低くなる。カリブ海側の平地地帯では1年を通して雨が多い。国土の80%弱を占める山岳地帯、特に国土主要部の標高1,000メートルから1,500メートルの高原地域では常春に近い気候になる。
もっとも高い山はセラケ山であり、標高は2,850メートル。地震による被害は少ないが、ハリケーンによる被害はほかの中米・カリブ海諸国と共通である。たとえば、1998年10月にハリケーン・ミッチが襲い、テグシカルパが属するフランシスコ・モラサン県だけで、1,000人以上の犠牲者が出た。
南西部カリブ海岸のニカラグアにまで続くモスキート海岸の一部であるモスキータ地方には未開の熱帯雨林が広がり、プラタノ川流域は世界遺産となっている。そのほか、カリブ海に浮かぶバイーア諸島は、観光によって人々の生活が成り立っている。西からウティラ島、ロアタン島、グアナハ島の3つの島を中心とする周囲は、グレート・バリア・リーフ（オーストラリア）に次ぐ世界で2番目に大きいサンゴ礁であり、国立公園の指定を受け、ビーチリゾートとして発展している。また、地域的特色を持つ場所として太平洋のフォンセカ湾などが存在する。

## 国民

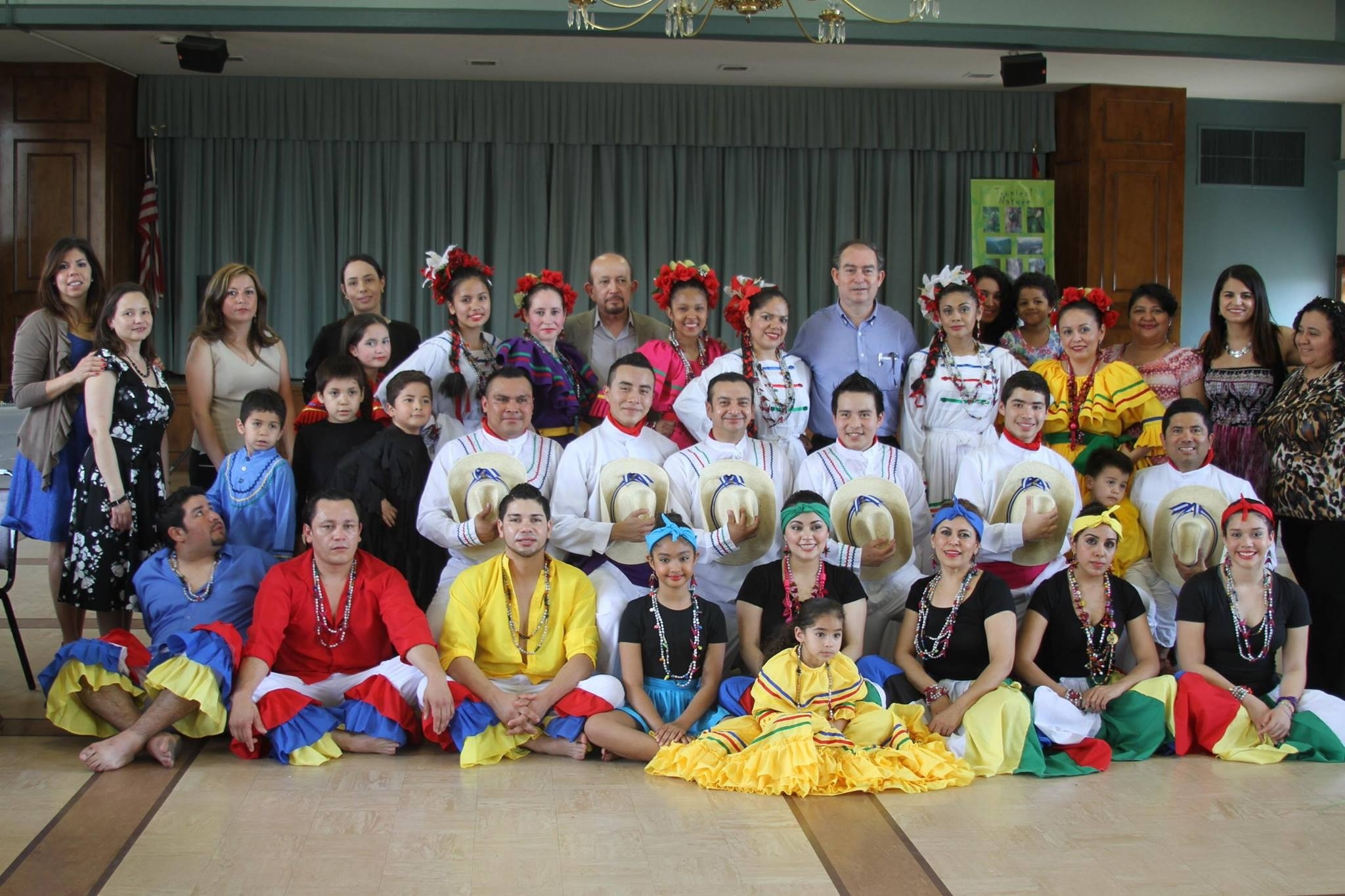
ホンジュラスは多文化の国で、ホンジュラス人の大多数はメスティーソである。

主な住民は、メスティーソが90%、 インディヘナが7%、黒人が2%、白人が1%となっており、圧倒的にメスティーソの多い国である。
先住民としては、かつてはコパン遺跡を築いたマヤ系の民族が多かったはずだが、現在は7つの公認された民族集団に分化し、特にカリブ海岸にミスキート族、レンカ族、黒人の影響のあるガリフナ族などの先住民がおり、ホンジュラスのミスキート族は隣国ニカラグアのミスキート族と連続した社会を形成している。
アフリカ系ホンジュラス人はおもにカリブ海岸の低地に居住しており、多くは西インド諸島から植民地時代に移入された奴隷の子孫である。19世紀には鉄道建設やプランテーションでの労働力としてジャマイカからの黒人労働者の移住も進んだ。
パレスチナ人、アラブ人、中国人、ベトナム人、日本人などの移住もあった。
1970年代の半ばから、多くのホンジュラス人が職を求めて海外に出て行ったため、ホンジュラス人の多くはメキシコ、ニカラグア、スペイン、カナダ、そして特にアメリカ合衆国に住む親戚を持っている。

### 言語
公用語はスペイン語であり、大多数の国民の母語である。そのほかにもカリブ海側の黒人や先住民によって英語やミスキート語、ガリフナ語などが話される。民族言語のおよその話者人口は、イスレーニョス（英語を話す）2.2万人、ミスキート語3.2万人、ガリフナ語2万人、ペチ語パヤ人1,500人、タワカ語のスモ875人、トル語のトルパン（ヒカケ）350人、レンカとチョルティはスペイン語話者となっている。スペイン語と先住民言語のに言語話者数は地域によりばらつきがある。一般的に男性に多く、それも若い世代に多い。また、2言語教育が行われる地域が増えてきた。

### 宗教
宗教構成は、カトリック（94%）、プロテスタント・その他（各6%）である。

### 教育
2001年のセンサスによれば、15歳以上の国民の識字率は80%である。
おもな高等教育機関としては、ホンジュラス国立自治大学（1847年）などが挙げられる。

### 治安
1990年頃までは中南米諸国の中では比較的、安全な国とされていたが、1998年のハリケーン「ミッチ」の被害および上記の2009年軍事クーデターによる影響で失業者、貧困者が増加し、さらに麻薬組織による犯罪の増加もあり、治安は急激に悪化している。ホンジュラス国立暴力犯罪研究所の統計によれば、2012年の人口10万人あたりの殺人発生率は85.5と世界最悪の数値を記録している。特に北西部に位置するサン・ペドロ・スーラは「世界で最も危険な都市」であるとの呼び声が高く、2012年の統計で1,218件の殺人が報告されており、1日に3人は殺害されていることになる。治安は徐々に回復しつつあるが、2018年時点で殺人による死者数は10万人あたり41人であり、依然として紛争国並みの数値を示している。
ホンジュラスの凶悪犯罪の中心となっているのはマラスと呼ばれるギャングである。マラ・サルバトルチャ、エイティーンス・ストリート・ギャングなどが知られており、これらはホンジュラスでは、殺人・強盗・誘拐を起こすほか、組織間の銃撃戦により無関係の住民が巻き込まれることもある。元々はアメリカにいた中南米系の移民が結成したギャングであり、アメリカ国内の犯罪を理由に、アメリカ政府が母国に強制送還した者たちが起源である。今では世界的な犯罪組織となっており、合計で3万人ほどがギャングとして活動しており、うち1万人はアメリカにいる。
2018年10月には、ホンジュラスから多数の移民希望者が陸路でアメリカ合衆国に向かうキャラバンが発生したが、参加者が移民を志す動機には貧困とともに犯罪の増加というものがあった。同様のキャラバンは、2020年9月にも発生し、3000人以上が徒歩やヒッチハイクでアメリカを目指した。

## 文化

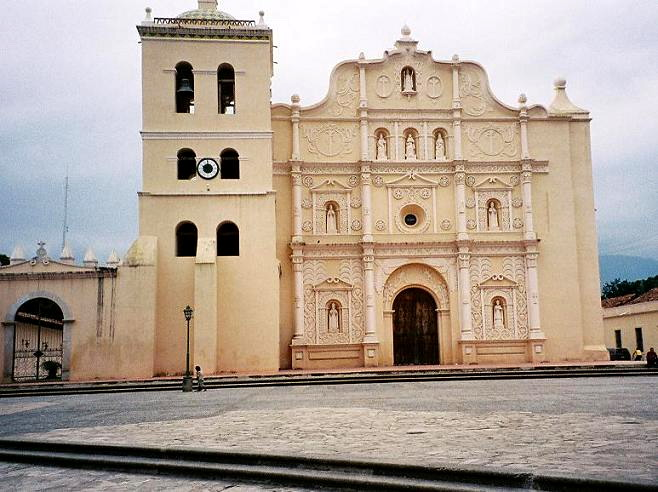
コマヤグア大聖堂

### 音楽
カリブ海側にはガリフナ族のコミュニティもあり、彼等の音楽はタンボール（スペイン語で太鼓）やマリンバを多用する。著名な音楽家としては、ギジェルモ・アンダーソンが挙げられる。

### 世界遺産
ホンジュラス国内には、ユネスコの世界遺産リストに登録された文化遺産が1件、自然遺産が1件存在する。

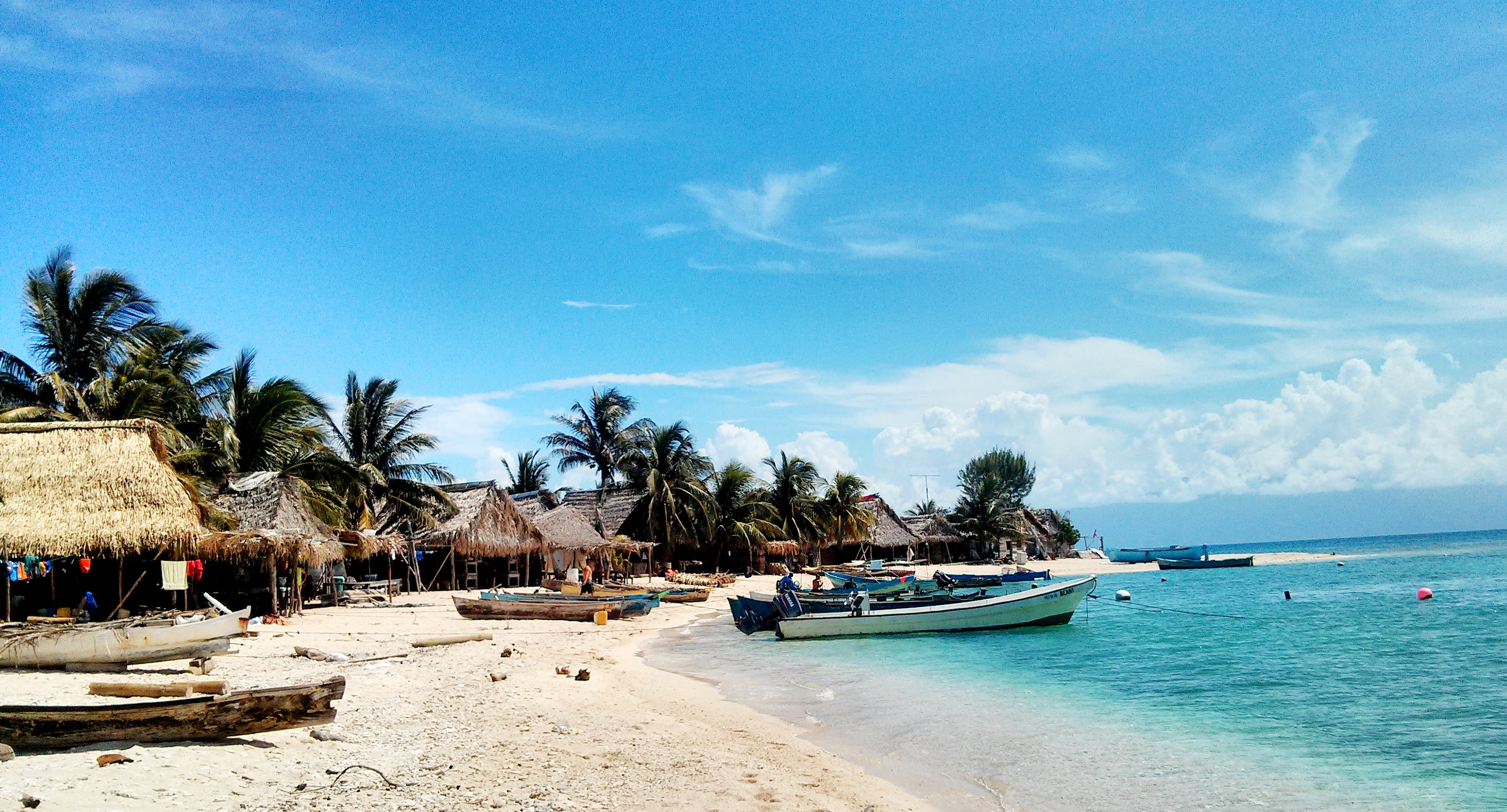
ガリフナビーチ

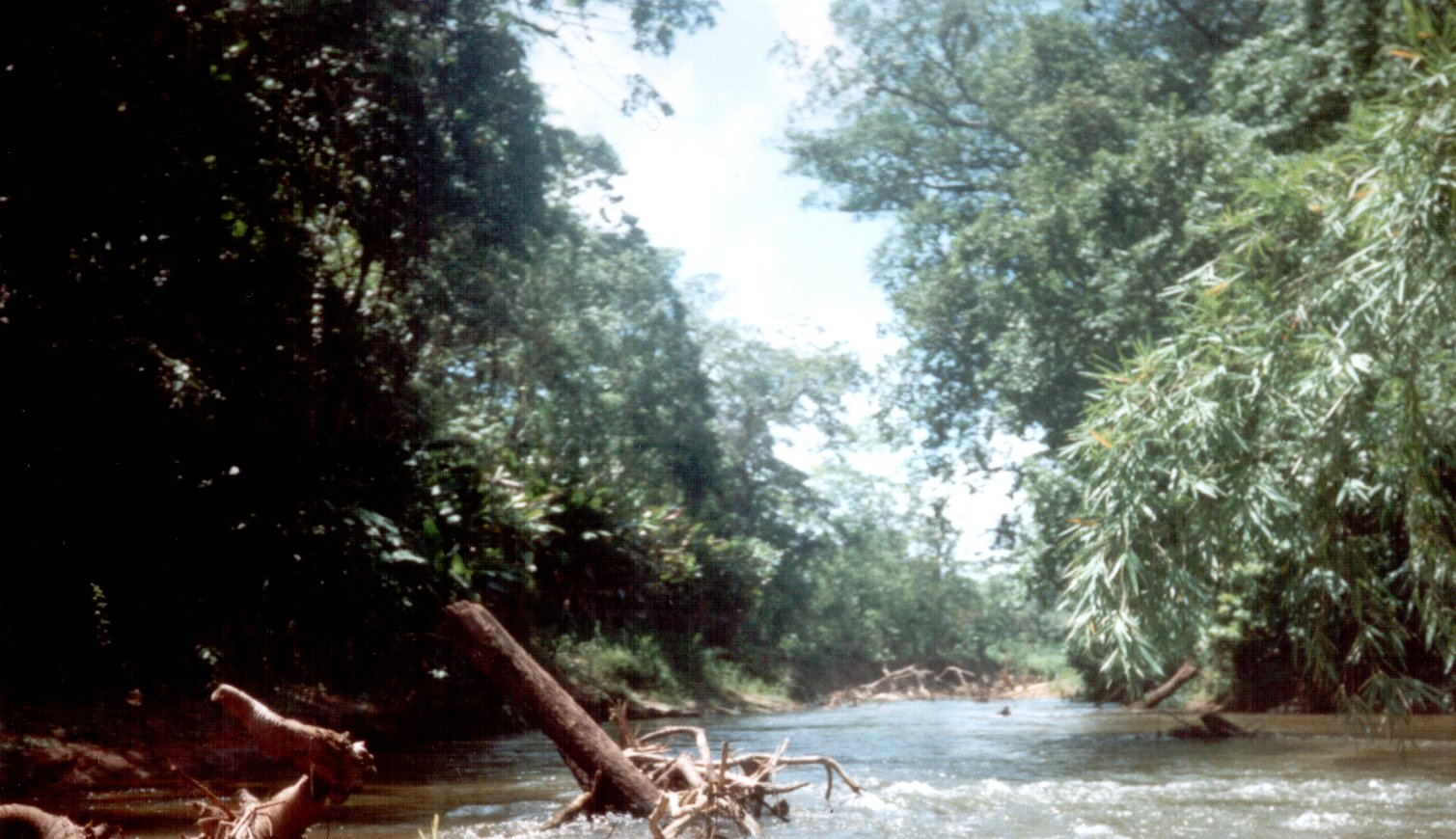
リオ・プラタノ生物圏保護区 -（1980年、自然遺産）
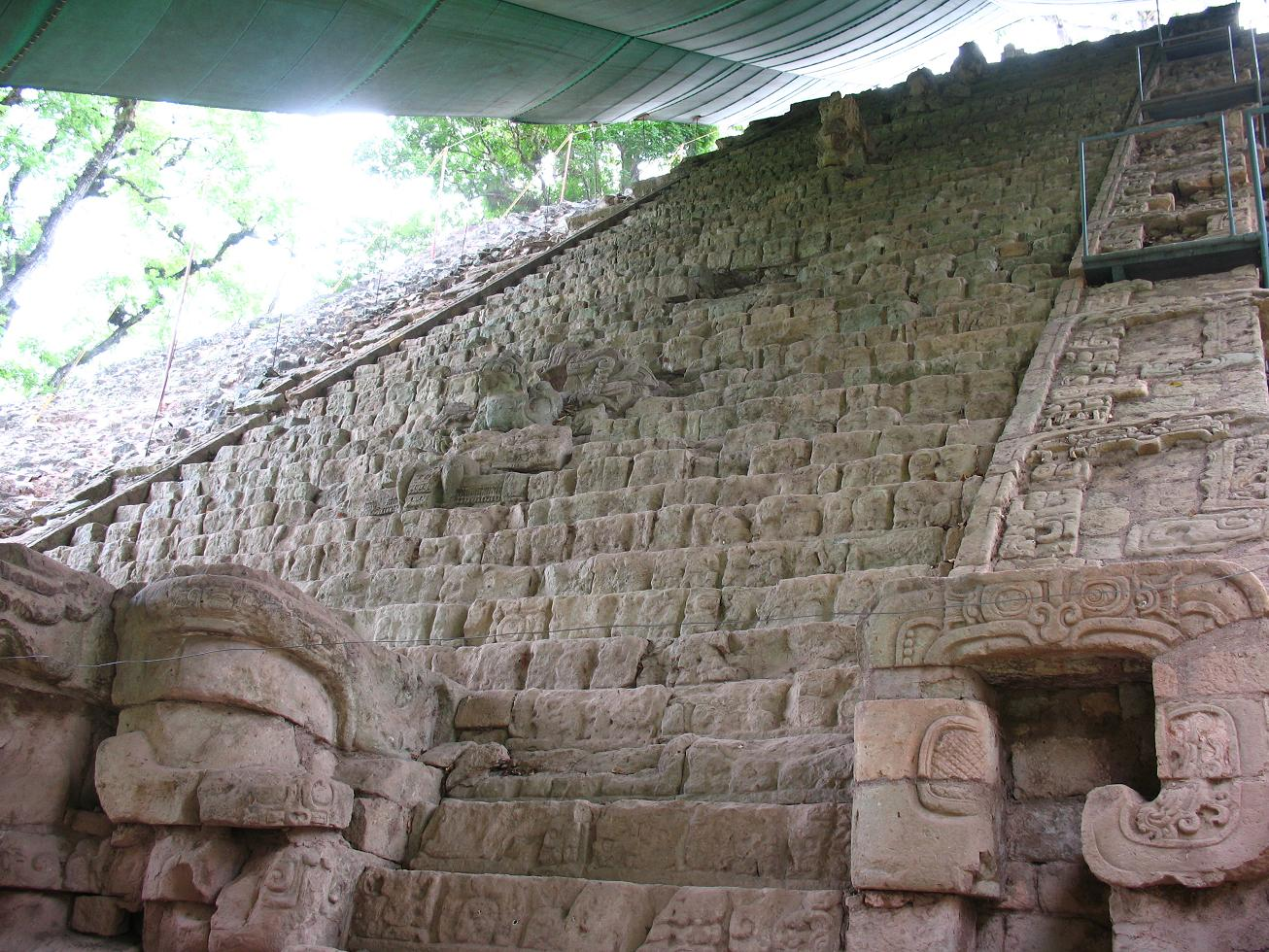
コパンのマヤ遺跡 -（1982年、文化遺産）
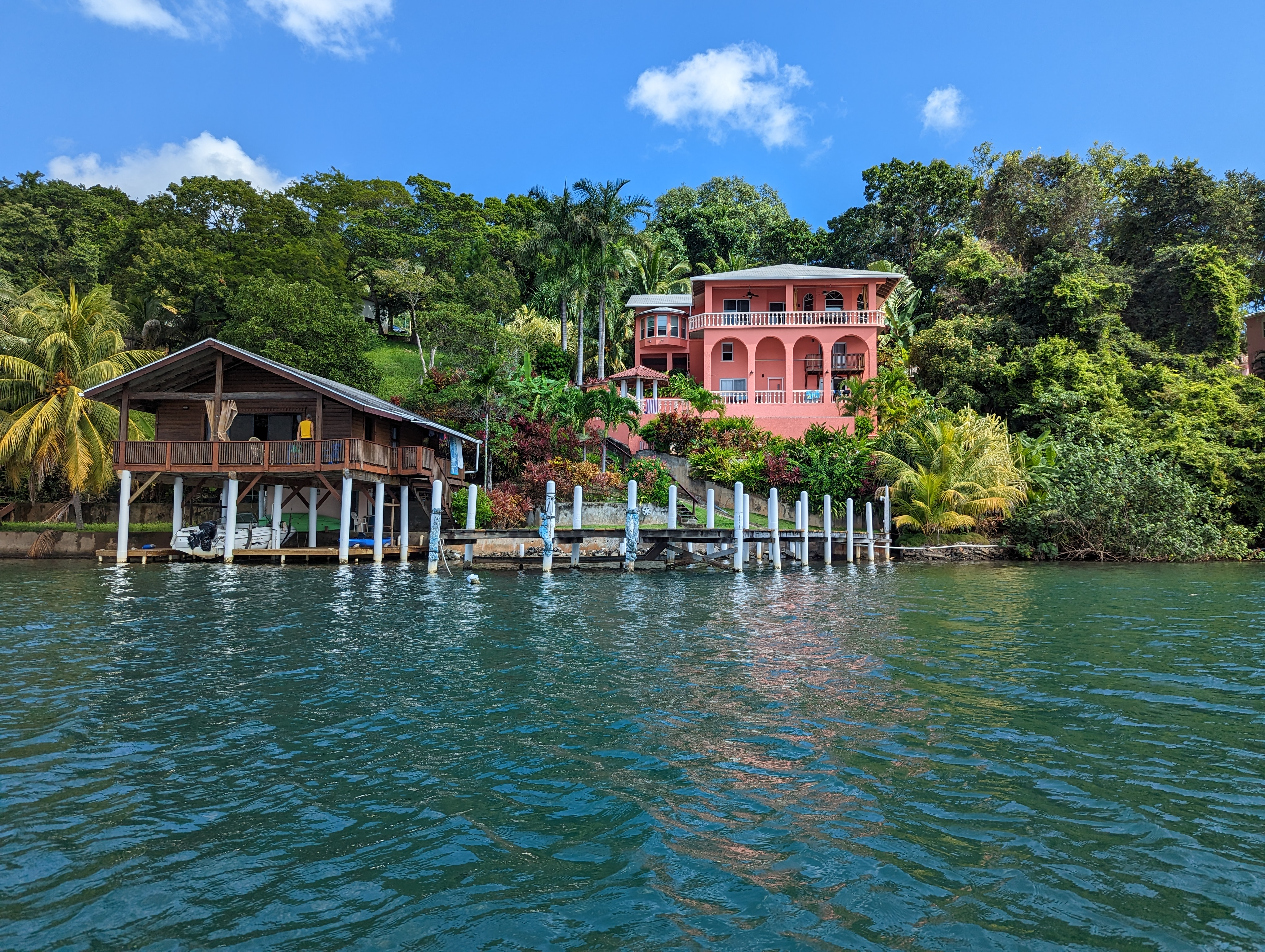
オークリッジ、ロアタン島

### 祝祭日
| 日付          | 日本語表記                           | 現地語表記                               | 備考                 |
| ------------- | ------------------------------------ | ---------------------------------------- | -------------------- |
| 1月1日        | 元日                                 | Año nuevo                                |                      |
| 3月19日       | 父の日                               | Día del Padre                            |                      |
| 5月1日        | メーデー                             | Día de los trabajadores                  |                      |
| 5月第二日曜日 | 母の日                               | Día de la Madre                          |                      |
| 9月10日       | 子供の日                             | Dia del Niño                             |                      |
| 9月15日       | 独立記念日                           | Día de la Independencia                  | 中央アメリカ独立の日 |
| 9月17日       | 教師の日                             | Día del Maestro                          |                      |
| 10月3日       | フランシスコ・モラサン将軍生誕記念日 | Nacimiento del General Francisco Morazán | 兵士の祝日でもある   |
| 10月12日      | 民族の日                             | Día de las Américas                      |                      |
| 12月24日      | クリスマス                           | Día de la familia                        |                      |

### スポーツ
サッカー
ホンジュラスではサッカーが圧倒的に1番人気のスポーツとなっており、1964年にはホンジュラス・プロサッカー・ナショナルリーグが創設された。ホンジュラスサッカー連盟（FENAFUTH）によって構成されるサッカーホンジュラス代表は、これまでFIFAワールドカップには1982年大会、2010年大会、2014年大会と3度出場している。CONCACAFゴールドカップでは、自国開催となった1981年大会で初優勝を果たした。著名な選手としては、イタリア・セリエAで長年活躍したダビド・スアソがいる。